# Plastomer
Plastomeri (od riječi plastika i elastomer) su vrsta poliplasta. Drugu vrstu poliplasta predstavljaju duromeri. Plastomeri su sintetski polimerni materijali koji su topljivi i taljivi.
Plastomere tvore ravnolančane ili granate makromolekule. Molekulske mase tih makromolekula relativno su velike. Kad ih zagrijemo do temperature mekšanja ili taljenja kemijska im se struktura ne mijenja, nego samo agregatno stanje. Plastomere se može oblikovati u željene oblike. Izvrsna osobina plastomera je što ih se može uzastopno smekšavati i skrućivati, a da se pri tom osnovna svojstva bitno ne mijenjaju. Zbog te osobine nekad ih se nazivalo termoplastima. Postoje amorfni i kristalasti plastomeri. Ako je više amorfne faze, onda su fleksibilniji i obradiviji, a ako je više kristalne faze u njima, onda su gušći, čvršći, tvrđi i otporniji prema otapalima. Poznati plastomeri su polietilen, polistiren, PVC i drugi.